# Romeo Gallenga Stuart
Romeo Gallenga Stuart (Roma, 27 febbraio 1879 – Roma, 11 gennaio 1938) è stato un politico e dirigente sportivo italiano.

## Biografia
Figlio di Romeo sr. e di Mary Montgomery Stuart (lontana discendente di Maria Stuarda). Conseguita la laurea lettere e filosofia, fu autore di alcuni saggi artistici. Grande organizzatore di eventi sportivi, in anni nei quali chi si occupava di sport veniva considerato frivolo, diede il via alle prime corse podistiche, ciclistiche ed automobilistiche in tutta la regione. Dal 1906 al 1907 fu presidente della Federazione Podistica Italiana (oggi FIDAL). Organizzò i primi campionati sportivi universitari nel 1910, che si disputarono a Perugia, e divenne presidente della neonata Associazione Calcio Perugia. Nel novembre 1910 fondò a Perugia, insieme a Percy Frost, il primo gruppo di boy scout dell'Umbria e il terzo in Italia.
Nel 1911 fu tra i promotori del primo volo aereo sperimentale Foligno - Perugia. Nel febbraio 1913 fu eletto vicepresidente della sezione sportiva della S.P. Lazio. Molto giovane intraprese la carriera politica, e nel 1910 venne eletto deputato per la Destra e fu promotore del gruppo parlamentare della "Federazione Liberale" (i cui aderenti furono chiamati "Giovani Turchi") con un programma liberista in economia ed imperialista in politica estera gettando le basi per la nascita della "nuova destra" proto-nazionalista. Nel 1912 rappresentò il governo italiano ai giochi olimpici di Stoccolma. Tra il 1911 e il 1912 fu presidente della Federazione Italiana Sports Atletici (oggi FIDAL).
Venne rieletto deputato per il collegio dell'Umbria altre due volte: nel 1913, quando costituì con Luigi Federzoni, Luigi Medici del Vascello e Piero Foscari, il primo gruppo nazionalista alla Camera, e nel 1919. Vivace sostenitore della guerra italo-libica e poi dell'intervento nella "grande guerra", partì volontario e combatté come Tenente nel "Piemonte Reale Cavalleria" fino al novembre 1917, quando Vittorio Emanuele Orlando lo chiamò al Governo come nuovo Sottosegretario per la propaganda e la stampa all'estero, incarico dal quale si dimise agli inizi del 1919. Infine, il 2 marzo 1929 fu nominato senatore del Regno.
Il 2 dicembre 1922, nella sede di Via del Plebiscito, 112, fondò l’Automobile Club Roma e ne assunse il ruolo di primo presidente. In tale veste organizzò le prime competizioni sportive automobilistiche, tra cui il Reale Premio di Roma; dette avvio alla prima iniziativa di “Istruzione professionale degli automobilisti” (la scuola guida ante litteram); sostenne il dibattito sulla “Disciplina della viabilità nella Capitale”, quando il circolante in provincia di Roma era di sole 9.420 auto; organizzò i primi “posti di custodia” per automobili a Roma e costituì la cooperativa soci "Autoclub" allo scopo di "mettere in rapporto diretto i produttori coi consumatori in materia automobilistica, facilitare il credito ed esercitare, promuovere e tutelare quanto può essere economicamente giovevole all'automobilismo. Nella Assemblea dei soci dell'Automobile Club Roma del 1927, Gallenga Stuart affermò che "l'obiettivo principale della Cooperativa è quello di concorrere a facilitare e diffondere l'uso dell'automobile, di guisa che l’azione della Cooperativa, mentre sarà regolatrice e calmieratrice dei prezzi del mercato automobilistico, finirà col giovare effettivamente non soltanto ai consumatori, ma anche agli industriali ed ai commercianti in quanto costituirà grande elemento di sviluppo per il commercio relativo". Cessò dalla carica il 24 novembre 1931. A lui succedette il Marchese Galeazzo Guidi di Bagno.
Nel 1926 donò al comune di Perugia il palazzo di famiglia, il Palazzo Gallenga - Stuart, già appartenuto ai nobili Antinori, che divenne quindi la sede dell'Università per Stranieri.